# Transcription des langues germaniques
Cette page contient des caractères spéciaux ou non latins. S’ils s’affichent mal (▯, ?, etc.), consultez la page d’aide Unicode.
 (septembre 2012).
La transcription des langues germaniques (ou des germanistes) est un ensemble de symboles servant à la transcription phonétique, phonologique ou philologique des langues germaniques. De cet ensemble quelque peu disparate de symboles dont certains sont très anciens, ensemble qui n'est pas formalisé à la manière de l'alphabet phonétique international (maintenant API), un certain nombre ne correspond pas aux usages de l'API. On se bornera ici à indiquer les symboles les plus fréquents ou remarquables. Les usages propres à l'orthographe, la transcription ou la translittération de certaines langues ne seront pas mentionnés.

## Origine et utilisation
La phonétique historique des langues germaniques est née au XIXe siècle avec les découvertes de Jacob Grimm et de Karl Verner (cf. Loi de Grimm et Loi de Verner). La reconstitution du proto-germanique ainsi que l'évolution phonétique des langues anciennes a conduit à l'augmentation de l'alphabet latin, impropre à noter tous les sons germaniques. 
Pour ce faire, il a souvent suffi d'utiliser directement les lettres supplémentaires de l'alphabet latin inventées par les scribes médiévaux, ou plutôt empruntées à d'autres écritures, comme l'alphabet runique. L'importance des scribes anglais est notable : c'est en effet eux qui, à partir du VIIIe siècle, ont utilisé l'alphabet latin (importé par les moines irlandais) à la place des runes et l'ont complété pour noter les sons du vieil anglais, ont inventé nombre des nouvelles lettres en question et instauré des usages qui, pour certains, perdurent dans l'orthographe de langues modernes. À partir du XIe siècle, l'influence romane des scribes normands (arrivés en Grande Bretagne après la bataille de Hastings) a marqué la langue à tel point que les lettres anciennes se sont quasiment toutes perdues, remplacées souvent par des digrammes imitant ceux du Continent (ƿ remplacé par uu puis w, par exemple)
D'autres symboles notant des sons que les scribes ne distinguaient pas à l'écrit ont été nécessaires aux linguistes modernes et ont été obtenus soit par modification de lettres préexistantes, soit par l'utilisation de diacritiques. Enfin, quelques signes ne sont utilisés que pour la translittération philologique des textes manuscrits mais ne sont phonétiquement pas utiles.

## Symboles

### Voyelles
- æ = [æ] ash
  - Lettre issue d'une ligature utilisée en vieil anglais à partir du VIIIe siècle puis dans d'autres langues germaniques (danois, islandais...), elle est à l'origine du symbole de l'API mais ne s'est pas conservée en anglais, qui l'a remplacée par a à partir du moyen anglais.
- ǫ = [ɒ] ;
- ę = [ɛ] ;
- ø = [ø] (à l'origine une ligature par superposition de o et e)
  - Ces trois symboles datent du XIIe siècle. Ils ont été proposés pour l'orthographe du vieux norrois par l'auteur du Premier traité de grammaire et ont souvent été repris pour la notation d'autres langues scandinaves puis en phonétique historique de ces langues ; ø est à l'origine du symbole de l'API ;
- ą = [ã] dans les runes danoises et norvégiennes (cf. grosse pierre de Jelling) puis [o] ultérieurement (à partir de 1050 environ).

### Consonnes

#### Lettres anciennes réutilisées
- þ = [θ] (ou [ð]) thorn
  - Lettre tirée de la rune þorn et ajoutée dans l'alphabet latin du vieil anglais au VIIIe siècle pour noter autant [ð] que [θ]. Elle se répand en Scandinavie (notamment en vieil islandais) où elle est associée à [θ] seul. Elle disparaît sous cette forme pendant le moyen anglais, remplacée par une graphie simplifiée similaire à un y, à laquelle on préférera presque exclusivement à partir du XVe siècle le digramme th (par influence continentale de la manière de noter la lettre Θ grecque th, qui se prononçait alors [θ] ; noter qu'une graphie th est attestée dès les débuts de l'écriture latine en Angleterre, vraisemblablement imitée des usages irlandais ; on lui a rapidement préféré þ et ð). Encore présente en islandais (avec Þ comme graphie capitale), elle sert en linguistique des langues germaniques à noter exclusivement [θ] ;
- ð  = [θ] (ou [ð]) eth (anciennement that)
  - Cette lettre, inventée dans la même période que þ suit un destin similaire. Les scribes anglais ont ici tiré la  nouvelle lettre d'un d (dans sa graphie onciale insulaire, donc courbe) en le barrant. Comme þ, ð sert alors autant à [θ] qu'à [ð]. Passée en Islande, elle s'y fixe sur [ð] (avec Ð comme graphie capitale) tandis qu'elle disparaît de l'anglais, remplacée dans tous les cas par þ à la fin du moyen anglais. La transcription des langues germaniques continue aussi de s'en servir, en concurrence avec đ. L'API l'a définitivement adoptée ;
- ƿ = [w] wynn
  - Tirée de la rune ᚹ, wynn ne sert qu'en translittération de manuscrits. C'était l'ancienne manière d'écrire le son [w], pour lequel on a préféré w venu du continent (consulter aussi Ligature pour d'autres détails) ;
- ȝ = [ɣ], [j], [g], [x] voire [w] yogh
  - Cette lettre ancienne sert le plus souvent à la translittération des manuscrits en moyen anglais : on utilise sinon un symbole phonétique explicite (ou les graphies modernes). Consulter l'article qui lui est consacré pour plus de détails.

#### Nouvelles lettres ou empruntées à d'autres langues
C'est vraisemblablement à partir du tracé de ð, qui représente la spirantisation de /d/, qu'on a étendu le principe à d'autres lettres notant des occlusives devenues fricatives ou spirantes, de manière à obtenir, au moyen de la barre inscrite pour certaines consonnes :
- ƀ = [β] ;
- đ = [ð] (à partir de d sur le modèle de ð en éliminant la courbure propre à l'écriture onciale) ;
- ǥ = [ɣ] ;
  - mais :
    - χ = [x] (l'utilisation anomale d'une lettre grecque, qui peut se prononcer actuellement [x] en grec moderne, s'explique par des raisons esthétiques, un k barré risquant d'être moins lisible) ;
- ȥ (ou ʓ) = [s] s caudé (utilisé pour le vieux haut allemand et le moyen haut-allemand)
  - Cette lettre est un artifice philologique. Les manuscrits allemands, en effet, notaient [s] issu de la seconde mutation consonantique de /t/ par la lettre z, qui servait aussi à écrire l'affriquée [ts]. On utilise donc la lettre ȥ pour différencier les deux z écrits. Dans de nombreux cas, les ouvrages de linguistique se contentent de la lettre s : on écrira donc ëȥȥan ou ëssan (voire sans ë, le tréma étant un autre artifice philologique) mais pas ezzan, qui laisserait croire qu'on prononçait [tts] au lieu de [ss]. L'allemand de cette époque utilisait pourtant bien un s mais on sait qu'il ne s'agissait pas du même /s/ que celui de ȥ, parce que les textes poétiques ne font pas rimer ou allitérer les deux phonèmes. La différence entre les deux /s/ est mal connue. On peut penser que le /s/ écrit s était plus chuintant que ȥ ou plus doux (en effet, ce /s/ plus ancien puisque remontant à avant la seconde mutation connaît plusieurs allophones : [s], [z] et [ʃ]).
  - Actuellement, /s/ fort ȥ est prononcé [s] et souvent écrit ß. Il se confond avec /s/ noté s quand celui-ci est sourd ;
- ƕ = [ʍ] hwair ;
  - On utilise cette ligature récente pour le gotique. C'est une fusion de h et u (ou v) ;
- ʒ ou ʓ = [ɣ], [j], [g] ezh ;
  - Ces caractères sont un artifice philologique pour représenter le g oncial irlandais (cf. Yogh) dans la translittération de textes en vieil anglais. La lettre g fait aussi bien l'affaire. Dans les transcriptions phonétiques, on utilisera un symbole sans ambiguïté, soit, dans l'ordre, ǥ, j et g.

#### Autres cas notables
- h peut valoir [h], [x] ou [ç], selon position dans le mot et la langue étudiée ;
- q note [kʷ] dans la transcription du gotique ;
- ʀ sert à [ʀ] ou [ʁ] pour la transcription de la rune ᛉ dans les inscriptions en runes danoises (VIIIe siècle), suédoises « rök » (IXe siècle), norvégiennes (XIe siècle). C'est le résultat par rhotacisme de /z/ ancien ;
- y et j se lisent généralement [y] (voyelle u de lune) et [j] (consonne y de yourte). La valeur y de y est ancienne dans les langues germaniques : elle apparaît dès les débuts du vieil anglais (VIIIe siècle) dans les manuscrits, où elle ne sert cependant jamais à noter [j], rôle dévolu à g puis, pendant la période du moyen anglais, à la lettre ȝ, qui s'est ensuite effacée au profit de y. La valeur [y] disparaît en anglais au profit d'autres comme [i] mais la lettre est conservée, toujours en tant que voyelle. Les langues scandinaves ont cependant emprunté une lettre y ne servant qu'à noter la voyelle [y], ce qui se voit bien en danois, norvégien, suédois et vieil islandais (en islandais moderne, y a évolué en [ɪ]) mais aussi en allemand. Dans ces langues, [j] est écrit j. Les valeurs actuelles de l'API sont un reflet des rôles anciens dévolus à ces lettres.

### Caractéristiques suprasegmentales
La quantité vocalique longue est marquée par le macron. Aucun manuscrit n'indiquait les quantités, cependant. L'accent aigu sert à l'accent tonique.